# إيفان بوبوكا
إيفان بوبوكا (بالإنجليزية: Iván Popoca)‏ مواليد 26 فبراير 1982 في ولاية غيريرو، المكسيك، هو ملاكم محترف أمريكي يصنف ضمن فئة وزن الوسط.

## إحصائيات
خاض خلال مسيرته 18 نزالا، فاز في 15 وتعادل في 1 وخسر في 2. فاز بالضربة القاضية في 10 نزالات.

## روابط خارجية
- إيفان بوبوكا على موقع بوكس ريك (الإنجليزية) (registration required)